# 小米9 SE
小米9 SE是由小米公司设计与销售的智能手机，于2019年2月20日在中国北京市发布，是小米8 SE的换代产品，并作为小米9同代的次旗舰存在。

## 简介
外观上，小米9 SE采用2.5D玻璃机身，配色以“全息幻彩色”为主题，分别为全息幻彩蓝，全息幻彩紫和深空灰。其屏幕采用了由三星提供的5.97英寸OLED屏，采用水滴屏的全面屏解决方案。
小米9 SE采用4800万像素的主摄像头搭配800万长焦镜头和1300万超广角镜头的三摄方案，其中主摄像头采用索尼IMX 586的图像传感器，镜头光圈值为F1.75。
性能方面，小米9 SE搭载了骁龙712处理器，为该型号处理器全球首发，并搭配6GB的LPDDR4X双通道内存和UFS 2.1闪存，并有64GB和128GB两种闪存容量。小米9 SE更是小米首次在次旗舰级别手机上搭载NFC功能。

## 发布
小米科技于北京时间2019年2月20日下午2时在北京工业大学体育馆正式发布了小米9 SE，同时也发布了小米9和小爱触屏音箱。而首批产品定于3月1日上午10时发售，定价1999元起，以纪念小米的1999元手机时代。